# Challenger de Prostějov

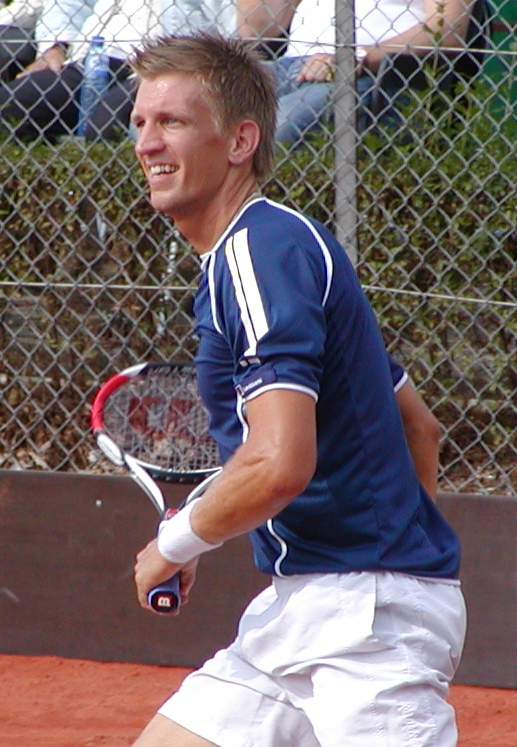
El finlandés Jarkko Nieminen derrotó en la final del año 2005 al local Ivo Minář

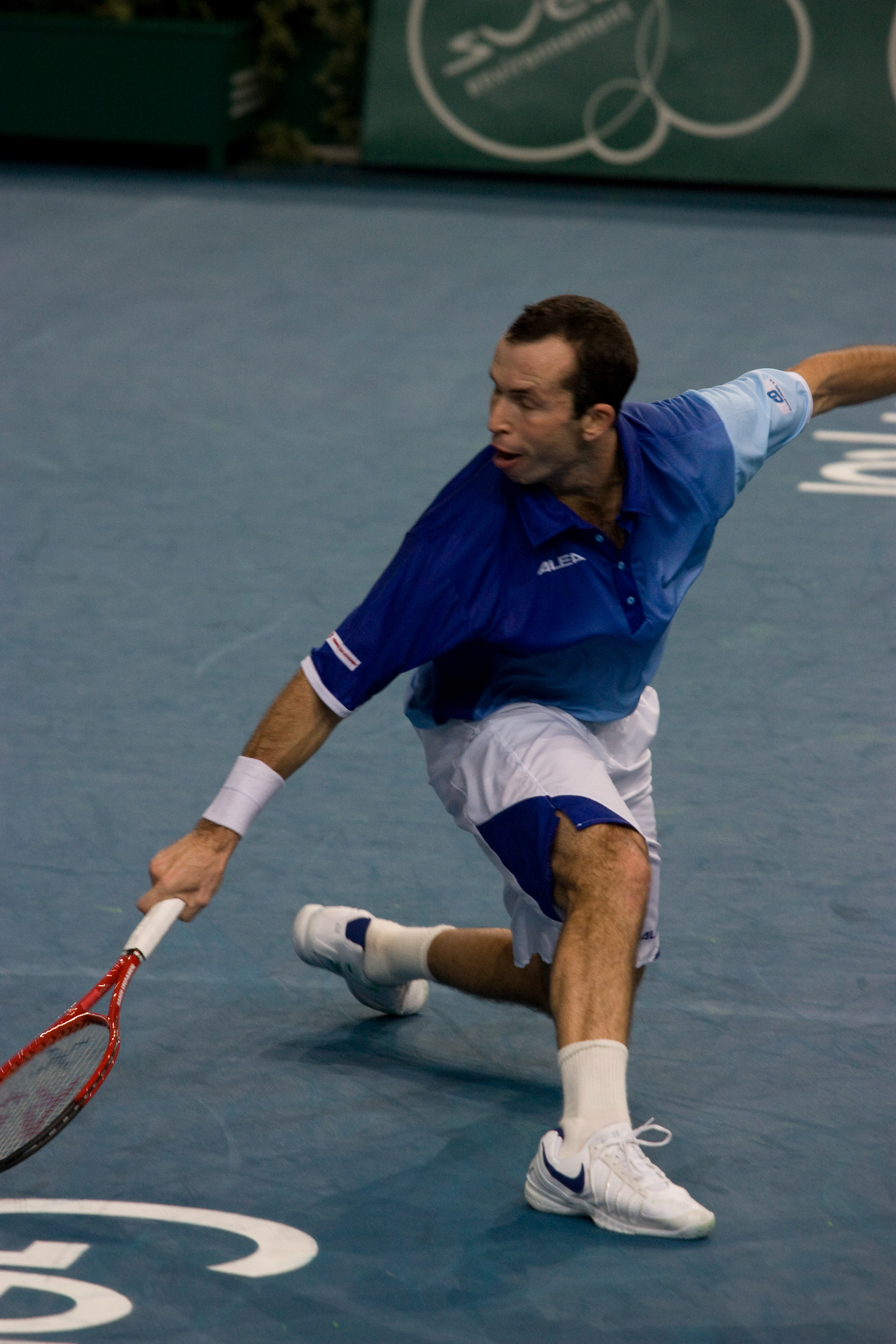
Radek Štěpánek campeón en 2003 y 2004 y 2013, uno de los 3 checos ganadores en individuales junto a Bohdan Ulihrach y Jan Hájek

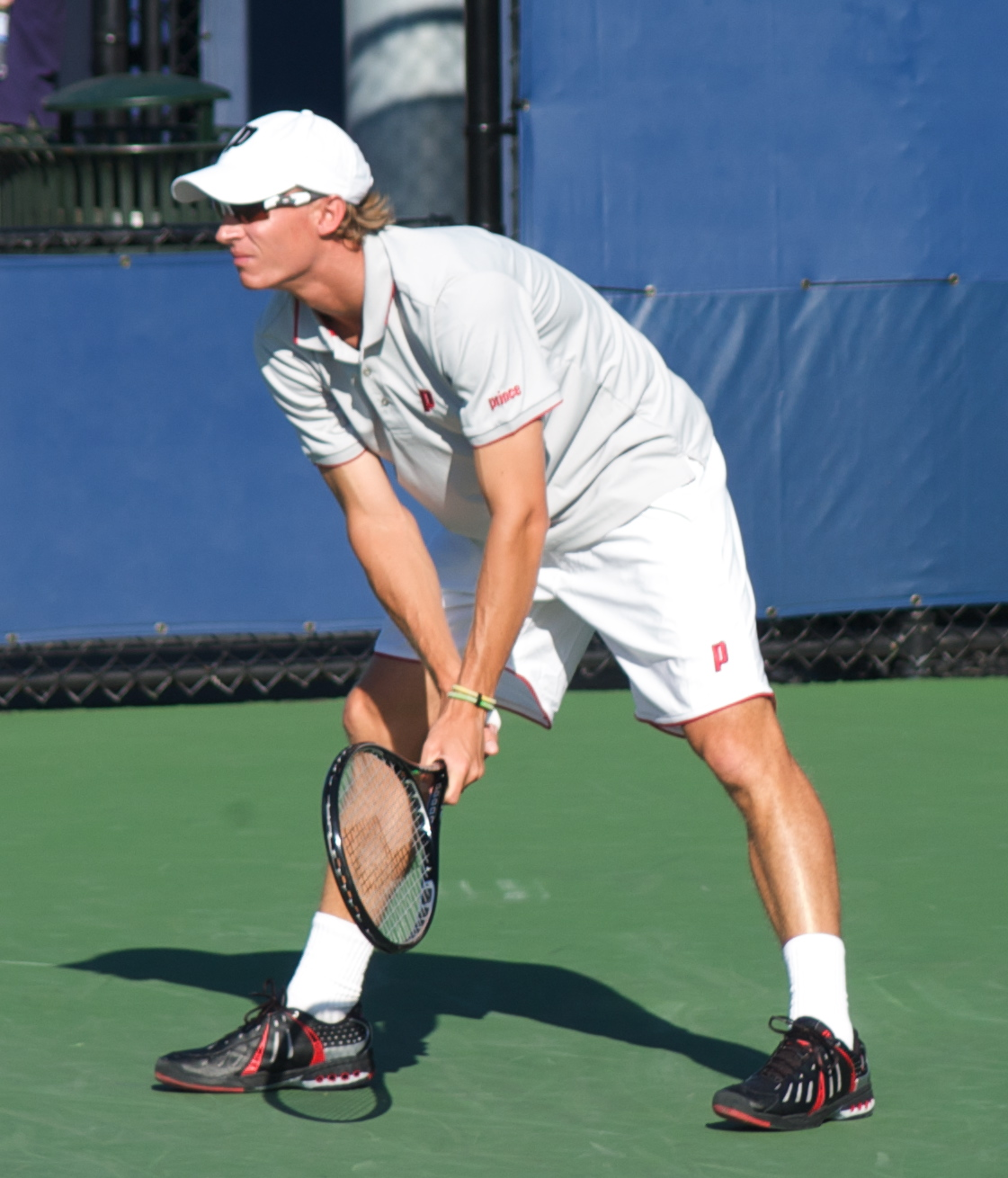
El sudafricano Rik de Voest junto a Łukasz Kubot campeones en 2008 en la edición de dobles

El UniCredit Czech Open es un torneo profesional de tenis disputado en pistas de polvo de ladrillo. Pertenece al Challenger Tour. Se juega desde el año 1994 sobre tierra batida, en Prostějov, República Checa.

## Palmarés

### Individuales
| Año  | Campeón             | Finalista                | Resultado        |
| ---- | ------------------- | ------------------------ | ---------------- |
| 2024 | Jérôme Kym          | Tseng Chun-hsin          | 6–2, 3–6, 6–2    |
| 2023 | Dalibor Svrčina     | Tomáš Macháč             | 6–4, 6–2         |
| 2022 | Vít Kopřiva         | Dalibor Svrčina          | 6–2, 6–2         |
| 2021 | Federico Coria      | Alex Molčan              | 7–61, 6–3        |
| 2020 | Kamil Majchrzak     | Pablo Andújar            | 6–2, 7–65        |
| 2019 | Pablo Andújar       | Attila Balázs            | 6–2, 7–5         |
| 2018 | Jaume Munar         | Laslo Djere              | 6–1, 6–3         |
| 2017 | Jiří Veselý         | Federico Delbonis        | 5–7, 6–1, 7–5    |
| 2016 | Mijaíl Kukushkin    | Márton Fucsovics         | 6–1, 6–2         |
| 2015 | Jiří Veselý         | Laslo Djere              | 6–4, 6–2         |
| 2014 | Jiří Veselý         | Norbert Gomboš           | 6-2, 6-2         |
| 2013 | Radek Štěpánek      | Jiří Veselý              | 6-4, 6-2         |
| 2012 | Florian Mayer       | Jan Hájek                | 7–61, 3–6, 7–63  |
| 2011 | Yuri Shchukin       | Flavio Cipolla           | 6–4, 4–6, 6–0    |
| 2010 | Jan Hájek           | Radek Štěpánek           | 6–0, ret.        |
| 2009 | Jan Hájek           | Steve Darcis             | 6–2, 1–6, 6–4    |
| 2008 | Agustín Calleri     | Martín Vassallo Argüello | 6–0, 6–3         |
| 2007 | Sergio Roitman      | Florian Mayer            | 7–6(1), 6–4      |
| 2006 | Jan Hájek           | Dominik Hrbatý           | 6–3, 5–7, 6–2    |
| 2005 | Jarkko Nieminen     | Ivo Minář                | 6–1, 6–3         |
| 2004 | Radek Štěpánek      | Michal Tabara            | 7–6(5), 7–5      |
| 2003 | Radek Štěpánek      | Mariano Puerta           | 7–5, 6–3         |
| 2002 | Guillermo Coria     | Jiří Novák               | 6–3, 6–3         |
| 2001 | Bohdan Ulihrach     | Jiří Novák               | 6–4, 6–7(5), 6–3 |
| 2000 | Andreas Vinciguerra | Jérôme Golmard           | walkover         |
| 1999 | Richard Fromberg    | Juan Carlos Ferrero      | 7–6, 5–7, 6–4    |
| 1998 | Richard Fromberg    | Andrew Ilie              | 6–2, 6–2         |
| 1997 | Bohdan Ulihrach     | Fernando Meligeni        | 6–2, 4–6, 6–1    |
| 1996 | Andréi Chesnokov    | Francisco Clavet         | 6–3, 6–0         |
| 1995 | Andrea Gaudenzi     | Jiří Novák               | 6–4, 6–3         |
| 1994 | Karol Kučera        | Tomáš Anzari             | 6–0, 6–4         |

### Dobles
| Año  | Campeones                             | Finalistas                            | Resultado              |
| ---- | ------------------------------------- | ------------------------------------- | ---------------------- |
| 2024 | Ivan Liutarevich Sergio Martos Gornés | Matwé Middelkoop Philipp Oswald       | 6–1, 6–4               |
| 2023 | Ariel Behar Adam Pavlásek             | Marco Bortolotti Sergio Martos Gornés | 7–5, 6–4               |
| 2022 | Yuki Bhambri Saketh Myneni            | Roman Jebavý Andrej Martin            | 6–3, 7–5               |
| 2021 | Aleksandr Nedovyesov Gonçalo Oliveira | Roman Jebavý Zdeněk Kolář             | 1–6, 7–6(5), [10–6]    |
| 2020 | Zdeněk Kolář Lukáš Rosol              | Sriram Balaji Divij Sharan            | 6–2, 2–6, [10–6]       |
| 2019 | Philipp Oswald Filip Polášek          | Jiří Lehečka Jiří Veselý              | 6–4, 7–6(4)            |
| 2018 | Denís Molchánov Igor Zelenay          | Martín Cuevas Pablo Cuevas            | 4–6, 6–3, [10–7]       |
| 2017 | Guillermo Durán Andrés Molteni        | Roman Jebavý Hans Podlipnik           | 7–6(5), 6–7(5), [10–6] |
| 2016 | Aleksandr Bury Igor Zelenay           | Julio Peralta Hans Podlipnik          | 6–4, 6–4               |
| 2015 | Julian Knowle Philipp Oswald          | Mateusz Kowalczyk Igor Zelenay        | 4–6, 6–3, [11–9]       |
| 2014 | Andre Begemann Lukáš Rosol            | Peter Polansky Adil Shamasdin         | 6-1, 6-2               |
| 2013 | Nicholas Monroe Simon Stadler         | Mateusz Kowalczyk Lukáš Rosol         | 6-4, 6-4               |
| 2012 | Hsieh Cheng-peng Hsin-Han Lee         | Colin Ebelthite John Peers            | 7–5, 7–5               |
| 2011 | Serguéi Bubka Adrián Menéndez         | David Marrero Rubén Ramírez Hidalgo   | 7–5, 6–2               |
| 2010 | Marcel Granollers David Marrero       | Johan Brunström Jean-Julien Rojer     | 3–6, 6–4, [10–6]       |
| 2009 | Johan Brunström Jean-Julien Rojer     | Pablo Cuevas Dominik Hrbatý           | 6–2, 6–3               |
| 2008 | Rik de Voest Łukasz Kubot             | Chris Haggard Nicolas Tourte          | 6–2, 6–2               |
| 2007 | Ramón Delgado Juan Pablo Guzmán       | Tomáš Cibulec Leoš Friedl             | 7–6(8), 6–1            |
| 2006 | František Čermák Jaroslav Levinský    | Jan Masik Michal Tabara               | 6–3, 6–2               |
| 2005 | Lukáš Dlouhý David Škoch              | Jan Hájek Jan Masik                   | 5–7, 6–3, 7–6(5)       |
| 2004 | Dominik Hrbatý Jaroslav Levinský      | Travis Parrott Tripp Phillips         | 6–4, 6–4               |
| 2003 | Jaroslav Levinský David Škoch         | Rubén Ramírez Hidalgo Sergio Roitman  | 6–2, 6–2               |
| 2002 | František Čermák Ota Fukárek          | Mariano Hood Sebastián Prieto         | 6–3, 7–6(5)            |
| 2001 | Andrea Gaudenzi Sander Groen          | Devin Bowen Mariano Hood              | 7–6(6), 6–4            |
| 2000 | Alberto Martín Eyal Ran               | Petr Luxa Vincenzo Santopadre         | 6–2, 6–2               |
| 1999 | Dinu Pescariu Eric Taino              | Devin Bowen Eyal Ran                  | 6–3, 6–3               |
| 1998 | Edwin Kempes Peter Wessels            | Tomáš Cibulec Tomáš Krupa             | 6–4, 7–5               |
| 1997 | Jiří Novák David Rikl                 | Scott Melville Diego Nargiso          | 6–4, 6–2               |
| 1996 | Mathias Huning Jack Waite             | Fredrik Bergh Patrik Fredriksson      | 6–3, 7–6               |
| 1995 | Andrei Pavel Glenn Wilson             | Jeff Belloli Jack Waite               | 7–5, 6–3               |
| 1994 | Jiří Novák Radomír Vašek              | Sjeng Schalken Joost Winnink          | 6–7, 6–3, 6–4          |